# Sikira aromatica
Sikira aromatica är en flockblommig växtart som först beskrevs av Carl von Linné, och fick sitt nu gällande namn av Constantine Samuel Rafinesque. Sikira aromatica ingår i släktet Sikira och familjen flockblommiga växter. Inga underarter finns listade i Catalogue of Life.